# Erik Norberg
Erik Norberg (ur. 30 września 1883 w Smedjebacken, zm. 19 lutego 1954 w Londynie) – szwedzki sportowiec, olimpijczyk.
Wystąpił na ich letniej edycji z 1908 w Londynie, gdzie zdobył złoty medal w drużynowych zawodach gimnastycznych.